# Datelji
Datelji es un pueblo de la municipalidad de Pale-Prača, en el cantón de Podrinje Bosnio, Bosnia y Herzegovina.

## Superficie
Posee una superficie de 7,63 kilómetros cuadrados.

## Demografía
Hasta 2013 la población era de 112 habitantes, con una densidad de población de 14,7 habitantes por kilómetro cuadrado.